# شاشينتالير فيندغالين
شاشينتالير فيندغالين (بالإنجليزية: Schächentaler Windgällen)‏ هو أحد جبال سلسلة جبال الألب غلاروس ويقع في كانتون أوري في سويسرا. يحتل المرتبة رقم 277 في قائمة جبال سويسرا من حيث الارتفاع، إذ يبلغ ارتفاعه حوالي 2764 متر، بينما يبلغ ارتفاع نتوء الجبل 691 متر.